# Coussarea albescens
Coussarea albescens är en måreväxtart som först beskrevs av Dc., och fick sitt nu gällande namn av Johannes Müller Argoviensis. Coussarea albescens ingår i släktet Coussarea och familjen måreväxter. Inga underarter finns listade i Catalogue of Life.